# Drew Murray
Drew Murray (* 27. Oktober 2005 in San José, Kalifornien) ist ein US-amerikanischer Fußballspieler. Aktuell steht der Abwehrspieler als Leihspieler des SC Freiburg bei Rot-Weiß Oberhausen unter Vertrag.

## Karriere

### Verein
Murray begann seine fußballerische Ausbildung in der SJE Academy. Hier spielte er 2021 und 2022 auch noch in der U17-Mannschaft und traf dort insgesamt einmal in zwölf Einsätzen. Am 5. Juni 2022 (11. Spieltag) debütierte er dort in der MLS Next Pro in der Startelf auf Profiebene, als sein Team 6:1 gegen Tacoma Defiance verlor. Bis zum Saisonende der Saison 2022 kam er ein weiteres Mal zum Einsatz.
Zu Beginn der Saison 2023 wechselte er in die USL Championship, wo er beim Oakland Roots SC unterschrieb. Dort debütierte er am 23. April 2023 (7. Spieltag) nach später Einwechslung bei einer 0:2-Niederlage gegen Loudoun United.
Anfang Juli 2023 wechselte Murray mit dem Beginn der Vorbereitung auf die Saison 2023/24 nach Deutschland in die 3. Liga zur zweiten Mannschaft des SC Freiburg. Unter Thomas Stamm zählte er jedoch bei keinem Drittligaspiel zum Spieltagskader. Murray kam stattdessen für die A-Junioren (U19) in der zweitklassigen A-Junioren-Oberliga-Baden-Württemberg zum Einsatz. Zudem wurde er 2-mal im DFB-Pokal der Junioren eingesetzt. Dort scheiterte die Mannschaft im Finale, in dem Murray im Laufe der zweiten Halbzeit eingewechselt wurde, an der TSG 1899 Hoffenheim.
Anfang August 2025 wurde Murray für die Saison 2025/26 an Rot-Weiß Oberhausen verliehen.

### Nationalmannschaft
Murray kam im März zweimal für die US-amerikanische U19-Nationalmannschaft zum Einsatz.

## Erfolge
- Finalist im DFB-Pokal der Junioren 2023/24